# Public Library of Science
A Public Library of Science, conhecida como PLOS e, anteriormente, PLoS (em português, "Biblioteca Pública de Ciência"), é um projeto sem fins lucrativos que tem o objetivo de criar uma biblioteca de revistas científicas e publicações afins dentro do modelo de licenciamento de conteúdo aberto, fazendo uso, especificamente, a Creative Commons Atribuição.
Foi iniciada no começo de 2001, com uma petição online liderada por Patrick Brown, bioquímico da Universidade de Stanford, e por Michael Eisen, biólogo computacional da Universidade da California em Berkeley e do Lawrence Berkeley National Laboratory.
Em 2004, a PLOS recebeu o Rave Award. Além disso, a Berlin Initiative ("Iniciativa de Berlim") ou Berlin Declaration on Open Access to Knowledge in the Sciences and Humanities, organizada pelo  Instituto Max Planck da Alemanha, também iniciou um projeto similar ao PLOS no continente europeu.
A PLOS publica os seguintes periódicos na Internet:
- PLOS Biology  (desde outubro de 2003);
- PLOS Medicine [ligação inativa] (desde outubro de 2004);
- PLOS Computational Biology  (desde junho de 2005);
- PLOS Genetics  (desde julho de 2005);
- PLOS Pathogens  (desde setembro de 2005);
- PLOS ONE  (desde dezembro de 2006).